# Stefania Dovhan
Stefania Dovhan é uma soprano ucraniana-americana.

## Infância e educação
Nascida na Ucrânia, ela estudou nos EUA e na Alemanha. Ela estudou voz na Baltimore School for the Arts e na University of Maryland College Park. Dovhan foi membro do International Opera Studio em Nuremberga, na Alemanha, durante a temporada 2004-2005, onde estreou como Musetta em La Boheme.

## Carreira
Os seus compromissos incluíram o papel-título em Charpentier's Louise (Spoleto Festival), Donna Anna e Adina (New York City Opera), Musetta na Royal Opera House Covent Garden, Marguerite (Lyric Opera Baltimore), Donna Anna (Portland Opera), Vreli em A Village Romeu and Juliet, Violetta e Gilda (Karlsruhe State Theatre), Cleopatra em Giulio Cesare, Liù, Fiordiligi, Titania em The Fairy Queen e Stella em A Streetcar Named Desire (Theatre Hagen) e Pamina (Mainz e Saarbrücken State Theatres). Foi finalista da Operalia (2010) e do Concurso Hans Gabor Belvedere, e ganhou o Prémio Emmerich Smola.